# Dorfkirche Proßmarke
Die evangelische Dorfkirche Proßmarke ist ein unter Denkmalschutz befindliches Kirchengebäude im Ortsteil Proßmarke in der Gemeinde Hohenbucko in der Rochauer Heide im südbrandenburgischen Landkreis Elbe-Elster. Sie ist als ortsbildprägendes Baudenkmal im örtlichen Denkmalverzeichnis unter der Erfassungsnummer 09135221,t verzeichnet.

## Baubeschreibung und Geschichte
Errichtet wurde die Proßmarker Dorfkirche im 14. Jahrhundert. Dabei handelt es sich um einen Saalbau aus Feldstein mit geradem Ostabschluss, der mit einem Satteldach versehen wurde. Der im Westen befindliche schiffsbreite Turm wurde später hinzugefügt. Im Süden des Schiffs befindet sich eine im 18. Jahrhundert entstandene Vorhalle.

### Ausstattung
Das Innere der Kirche wird von einer Holzbalkendecke und einer Hufeisenempore geprägt. Dabei entstammt der hier vorhandene Kanzelaltar inschriftlich aus dem Jahre 1777. Die achtseitige Taufe stammt aus dem Jahre 1786. Ein außerdem hier vorhandener Betstuhl wird ebenfalls auf das 18. Jahrhundert datiert. Weiters finden sich hier sieben hölzerne Skulpturen, welche um 1510 entstanden sind und ursprünglich einem spätgotischen Altarschrein entstammen. Dabei handelt es sich um Maria mit Kind und sechs weitere Heiligenfiguren, die etwas kleiner gehalten sind. Zu den Ausstattungsstücken der Kirche zählen ferner ein hölzernes Kruzifix (1681) und ein Taufengel (18. Jh.). Eine in der Kirche vorhandene bronzene Glocke wurde im Jahre 1495 vom Glockengießer Matthias Halbritter geschaffen.

### Orgel
Die in der Kirche vorhandene Orgel wurde wahrscheinlich um 1819/20 erbaut. Das Instrument verfügt über eine pneumatische Schleiflade, ein Manual und sechs Register.

### Gemeindezugehörigkeit und weitere Sehenswürdigkeiten
Die Proßmarker Dorfkirche befindet sich im Kirchenkreis Bad Liebenwerda und gehört hier zum Pfarramt Schlieben, welches neben Proßmarke die Kirchen in Krassig, Oelsig, Hohenbucko, Hillmersdorf und Stechau mit einschließt. Weitere Sehenswürdigkeit des Ortes sind unter anderem ein Wohnhaus in der Hohenbuckoer Straße 4, die Hohenbuckoer Dorfkirche mit dem Pfarrhaus und als weitere Baudenkmäler in Hohenbucko die Lochmühle, ein ehemaliges Großbauerngehöft in der Dorfstraße 44  und eine Postmeilensäule sowie die Oberförsterei.